# Giovanni Pfeil
Bernhard Giovanni Maria Pfeil (* 1. November 1851 in Hohnstein bei Stolpen; † 21. Oktober 1930) war ein sächsischer Generalmajor.

## Leben
Pfeil besuchte ab 1866 das Kadettenhaus in Dresden und wurde 1870 als Portepeefähnrich der Sächsischen Armee überwiesen. Er nahm 1870/71 am Krieg gegen Frankreich teil und avancierte nach dem Vorfrieden von Versailles Ende März 1871 zum Sekondeleutnant im 4. Infanterie-Regiment Nr. 103. 1877 wurde er zum Premierleutnant, 1884 zum Hauptmann und am 25. Juni 1893 zum Major befördert. Er diente dabei als Kommandeur des II. Bataillons im 6. Infanterie-Regiment Nr. 105 „König Wilhelm II. von Württemberg“. Nach Beförderung zum Oberstleutnant am 16. November 1898 diente er beim Stab des Regiments. 1901 diente er beim Stab des 7. Infanterie-Regiments „Prinz Georg“ Nr. 106. Unter Beförderung zum Oberst erfolgte am 23. März 1901 seine Ernennung zum Kommandeur des 6. Infanterie-Regiments Nr. 105 „König Wilhelm II. von Württemberg“. Nach Beförderung zum Generalmajor am 20. September 1904 wurde er Kommandeur der 3. Infanterie-Brigade Nr. 47. In Genehmigung seines Abschiedgesuches wurde Pfeil am 17. August 1906 mit Pension und der Berechtigung zum Tragens der Generalsuniform zur Disposition gestellt. König Friedrich August III. würdigte ihn zu diesem Anlass mit dem Komtur seines Verdienstordens.
Er heiratete Irmgard Klöppel und bekam mindestens eine Tochter, Petra, welche 1937 den Leutnant Gerhard Kuntzsch heiratete.